# Cmentarz katolicki św. Jana w Bydgoszczy

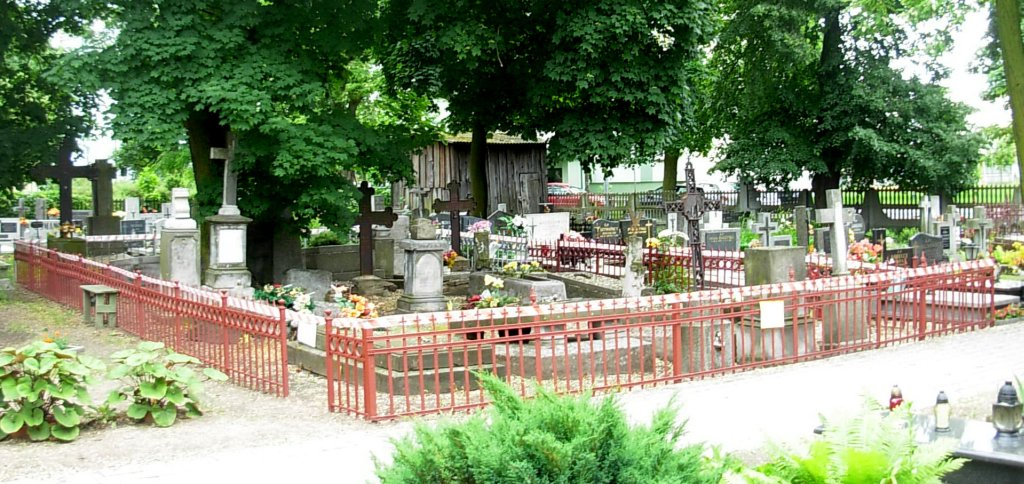
Lapidarium, w którym zgromadzono najstarsze nagrobki

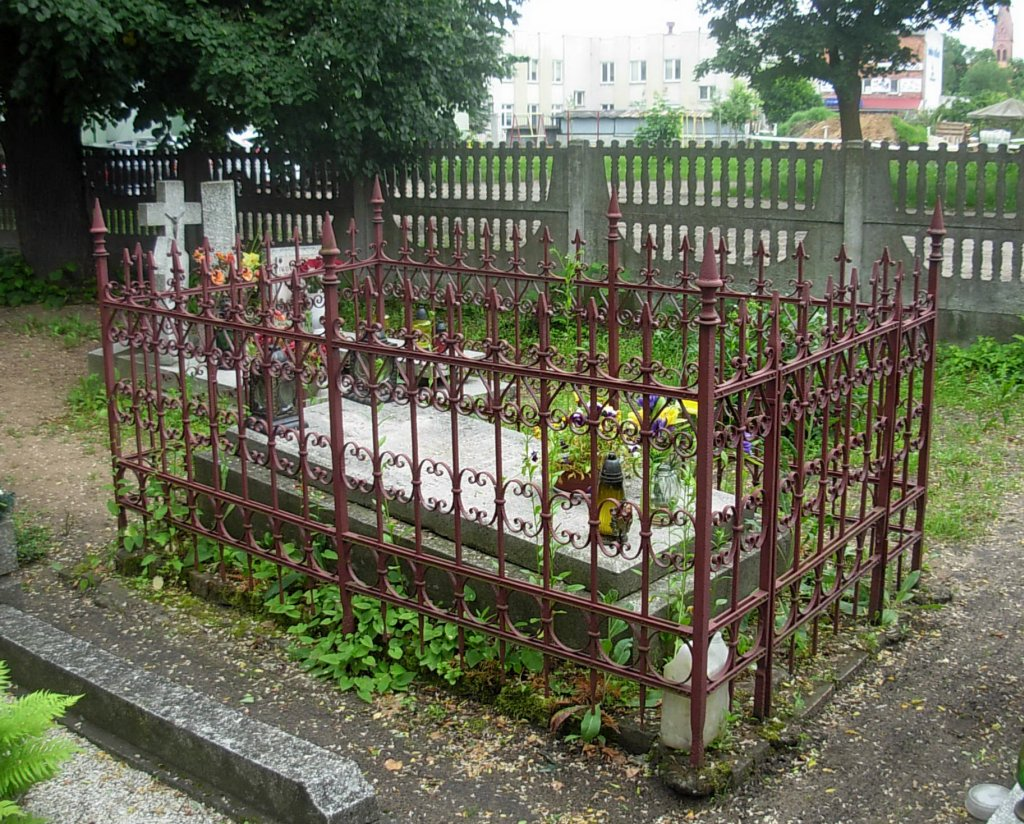
Grób ks. Juliusza Schmidta (1837–1929)

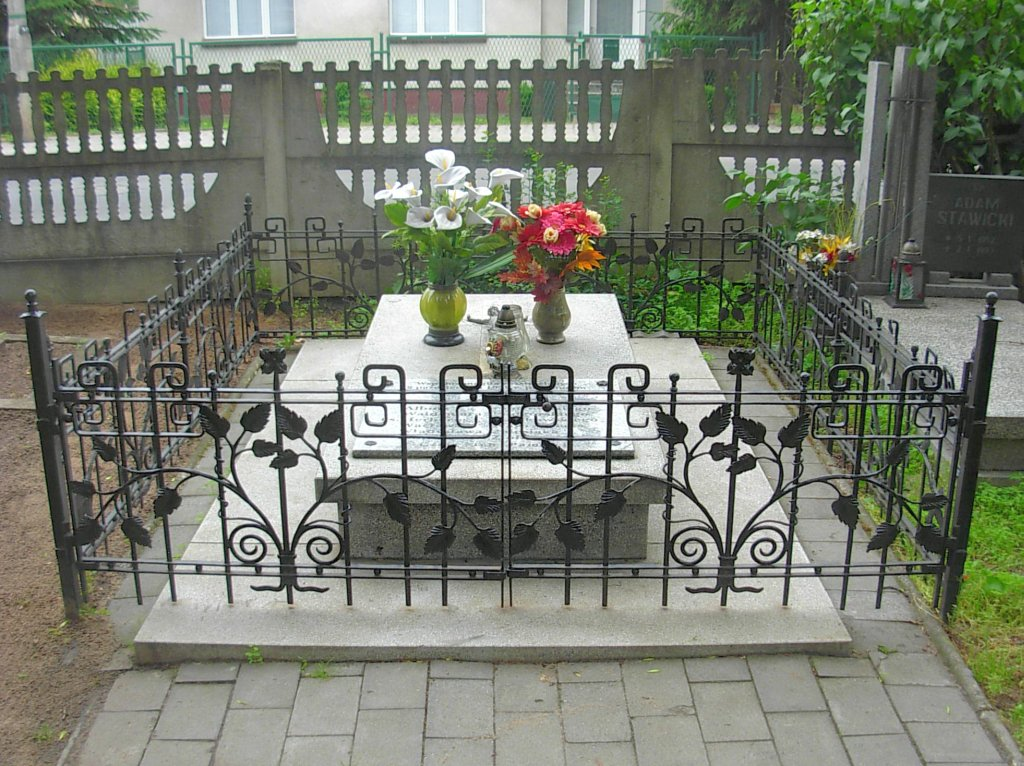
Mogiła rozstrzelanych 2 października 1939 r. przed kościołem św. Mikołaja, na rynku w starym Fordonie

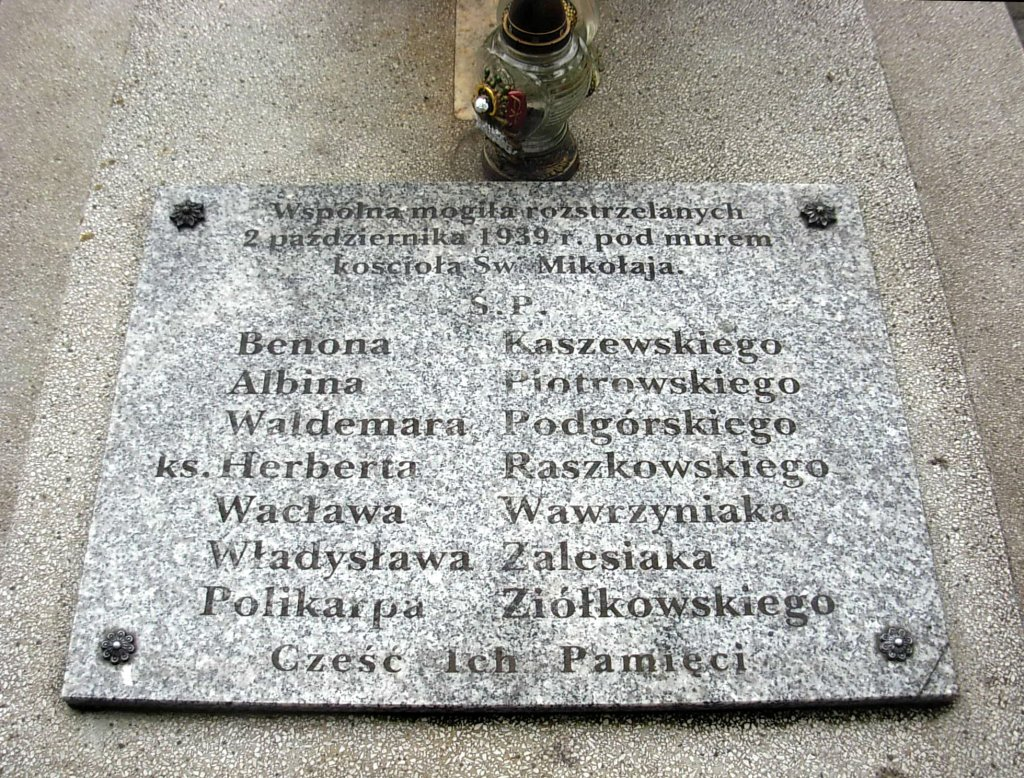
Tablica ku czci pomordowanych

Cmentarz św. Jana w Bydgoszczy – cmentarz katolicki. Jest obok cmentarza Starofarnego najstarszą zachowaną nekropolią w Bydgoszczy

## Lokalizacja
Cmentarz znajduje się na osiedlu Stary Fordon, we wschodnich rubieżach Bydgoszczy, w pobliżu rzeki Wisły. Teren cmentarza przylega od wschodu do ul. Cechowej, między ul. Pielęgniarską a Kryształową.

## Historia
Cmentarz św. Jana do 1990 r. należał do parafii św. Mikołaja, która wówczas była jedyną parafią katolicką na terenie Starego Fordonu. Cmentarz ten założono po 1780 r., w pewnym oddaleniu od świątyni parafialnej, co zostało wymuszone nowymi przepisami władz pruskich. Wcześniejszy cmentarz przykościelny, po raz pierwszy w źródłach pisanych odnotowano w 1555 r., a istniał on do końca XVIII wieku, przy kościele św. Mikołaja, częściowo w obrębie dzisiejszego rynku w Starym Fordonie.
Cmentarz przy ul. Cechowej został odnotowany po raz pierwszy w wizytacji parafialnej w 1781 r. Był to drugi cmentarz parafii św. Mikołaja, założony zgodnie z nowym zwyczajem tworzenia cmentarzy za miastem. W 1781 r. nikt jeszcze nie był na nim pochowany.
Pochówki rozpoczęły się po likwidacji starego cmentarza przykościelnego w pierwszym dziesięcioleciu XIX wieku. Do końca lat 20. XX w. był to główny katolicki cmentarz dla mieszkańców Fordonu i okolic.
Kościół św. Jana został wzniesiony w latach 1878–1879 dla fordońskiej gminy ewangelickiej, która posiadała również swój cmentarz, położony na wschód od obecnego. Został on zdewastowany po II wojnie światowej, a do dziś zachował się tylko jeden nagrobek (należący do Pauliny Schwarz z domu Heise (1853–1932), z zatartą inskrypcją). 17 września 2017 odsłonięto tu lapidarium upamiętniające nekropolię ewangelicką. Niektórych zmarłych z tego cmentarza ekshumowano i pochowano na cmentarzu ewangelicko-augsburskim w Bydgoszczy. Rekordowo niski poziom Wisły w czasie letniej suszy 2015 pozwolił odkryć kolejne nagrobki z tego cmentarza, które po 1945 posłużyły do umacniania nadbrzeży. Najstarszy nagrobek znaleziony w Wiśle pochodzi z 1894 roku.
Od ok. 1850 r. do 1950 na terenie przylegającym od wschodu do cmentarza ewangelickiego istniał także cmentarz więzienny Zakładu Karnego w Fordonie.
W 1990 r. po erygowaniu parafii katolickiej św. Jana przyznano jej cmentarz przy ul. Cechowej. W latach 90. XX w. przeprowadzono prace porządkowe. Utworzono lapidarium przenosząc niektóre stare nagrobki z ich dotychczasowego miejsca. Przy tej okazji uległo zniszczeniu kilka zabytkowych nagrobków z końca XIX i początków XX wieku.
W 1991 r. cmentarz został wpisany do rejestru zabytków.

## Charakterystyka
Cmentarz posiada powierzchnię 0,5 ha. W 1996 r. na jego terenie było pochowanych 1 tys. osób.
Najstarszym zachowanym nagrobkiem na cmentarzu jest żeliwny krzyż z 1839 r. umieszczony na cokole z piaskowca z grobu księdza Ignacego Kriegera.
Najstarsze i najciekawsze nagrobki zachowane na cmentarzu znajdują się w lapidarium:
- ks. Ignacy Krieger (1769–1839) – proboszcz fordoński,
- Marianna Pankowska (1833–1878) – córka mistrza kowalskiego,
- ks. Jan Gramse (1802–1879) – ur. w Kościerzynie, proboszcz koronowski (1832–1851), a następnie fordoński (od 1851 r.),
- Augustyn Wermuth (1800–1882), ur. w Rybniku, mieszkał w Fordonie, jego synem był ks. Juliusz (1837–1906) administrator parafii fordońskiej,
- Ignacy Kaszewski (1817–1891) – urodzony i zamieszkały w Jarużynie,
- Ludwik Karsten (1893–1909), na postumencie inskrypcje: polska i niemiecka,
- ks. Franciszek Litewski (1865–1934), ur. w Gniewie, duszpasterz zakładu karnego,
- Jan Sobieski (1858–1929) – organista fordoński,
- Kazimierz Grewing (1859–1929), lekarz i jego żona Antonina z Kuczyńskich,
- Jan Sikorski (1847–1936), bednarz, ur. w Fordonie,
- Rodzina Pękalów z Jarużyna (II połowa XIX wieku),
- Rodzina Rzeźniackich z Fordonu.

Poza terenem lapidarium na uwagę zasługują groby następujących osób:
- ks. Robert Reymann (1823–1883) – ur. w Kłodzku, proboszcz fordoński,
- Leonard Karol Reinhard (1871–1923), ur. w Wiedniu, chemik,
- ks. Juliusz Schmidt (1837–1929), ur. w Kartuzach, wikary w Toruniu, następnie w Tczewie, proboszcz w Bobrowie (od 1869), w Fordonie (od 1884), dziekan fordoński (1896–1912), odznaczony Orderem Orła Czerwonego IV Klasy,
- Antoni Zieliński (1839–1935), ur. w Ryńsku, restaurator na dworcu kolejowym w Fordonie.

Na cmentarzu znajduje się również wspólna mogiła ofiar egzekucji wykonanej przez niemiecki Selbstschutz 2 października 1939 r. przed kościołem na rynku fordońskim. Spoczywają tu:
- Wacław Wawrzyniak (1894–1939) – powstaniec wielkopolski, burmistrz Fordonu od 1921 r.,
- Benon Kaszewski – drogerzysta,
- Albin Piotrowski (1923–1939) – gimnazjalista,
- Waldemar Podgórski – rzeźnik,
- Stefan Zalesiak – maszynista w papierni w Fordonie,
- Polikarp Ziółkowski – właściciel przetwórni owoców w Fordonie,
- ks. Hubert Raszkowski – wikary[7],
- ks. prałat Henryk Szuman ze Starogardu.

## Galeria

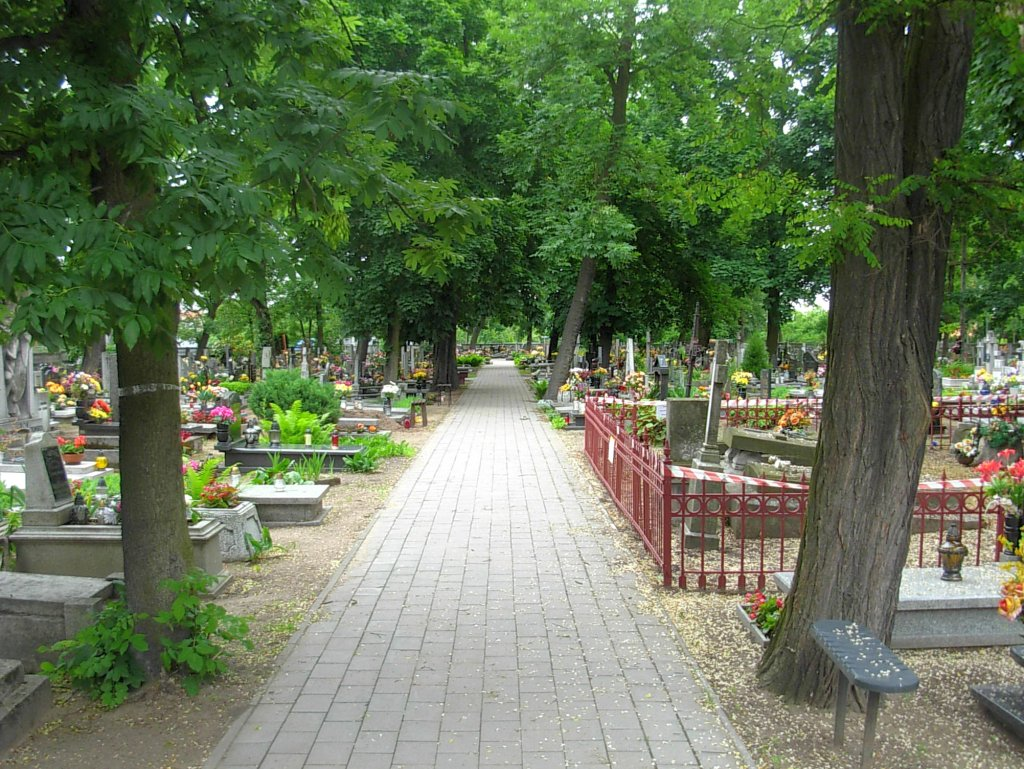
Aleja
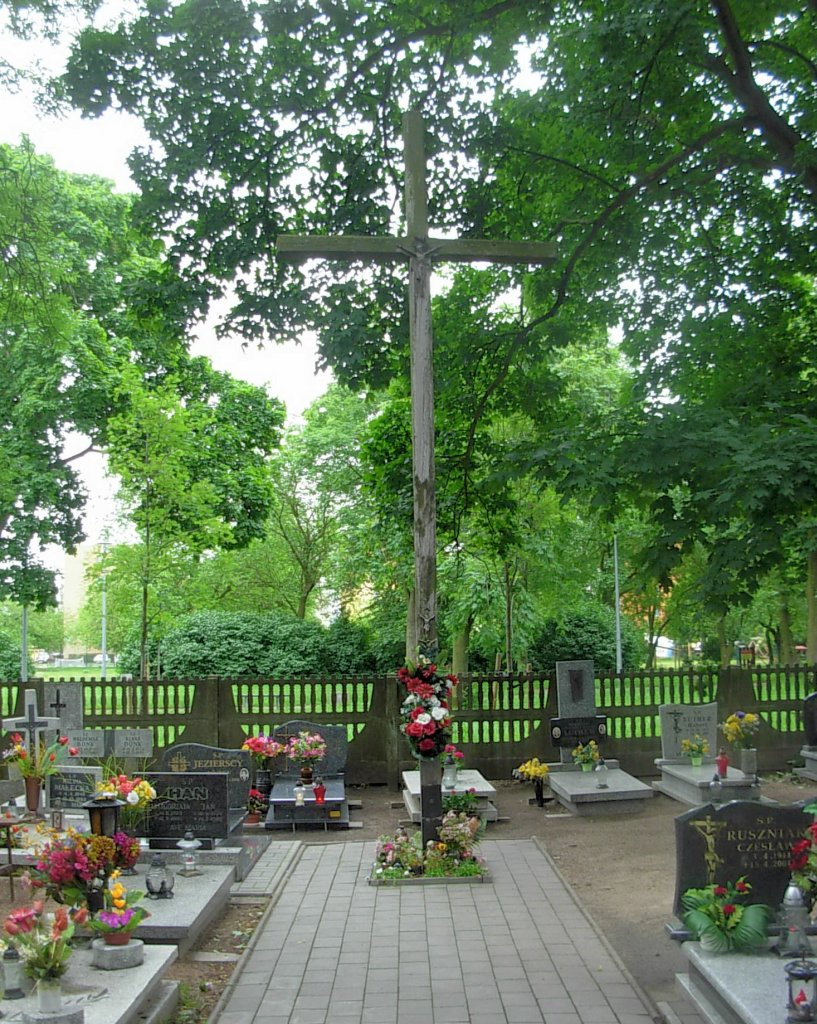
Krzyż
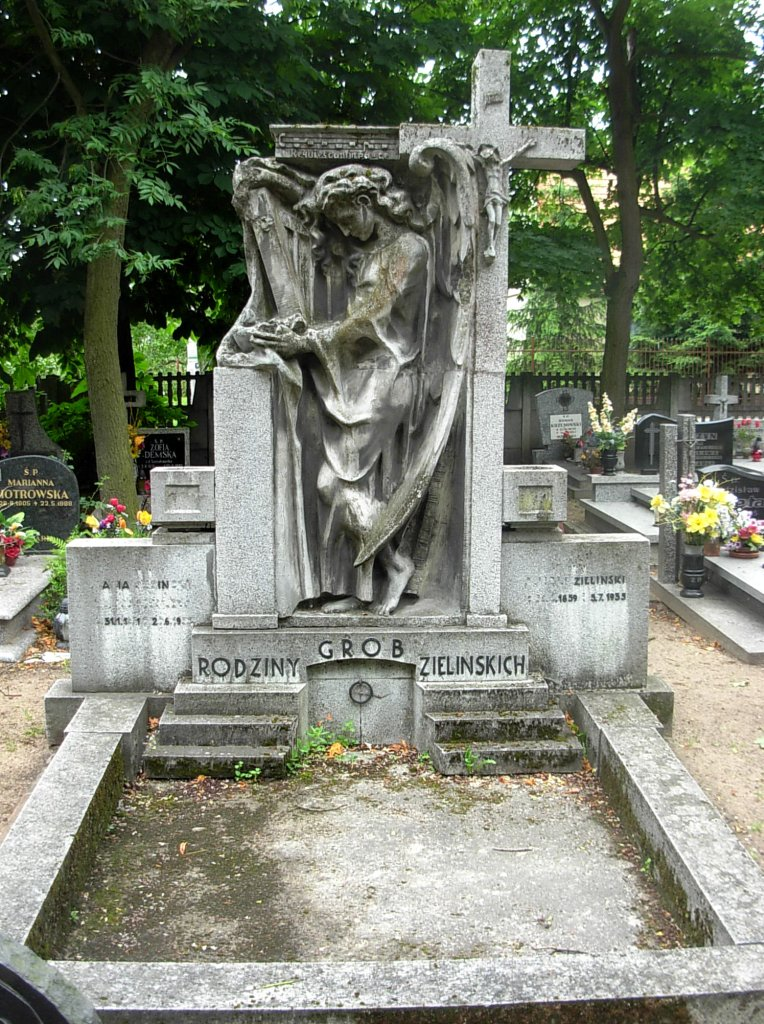
Grób rodzinny
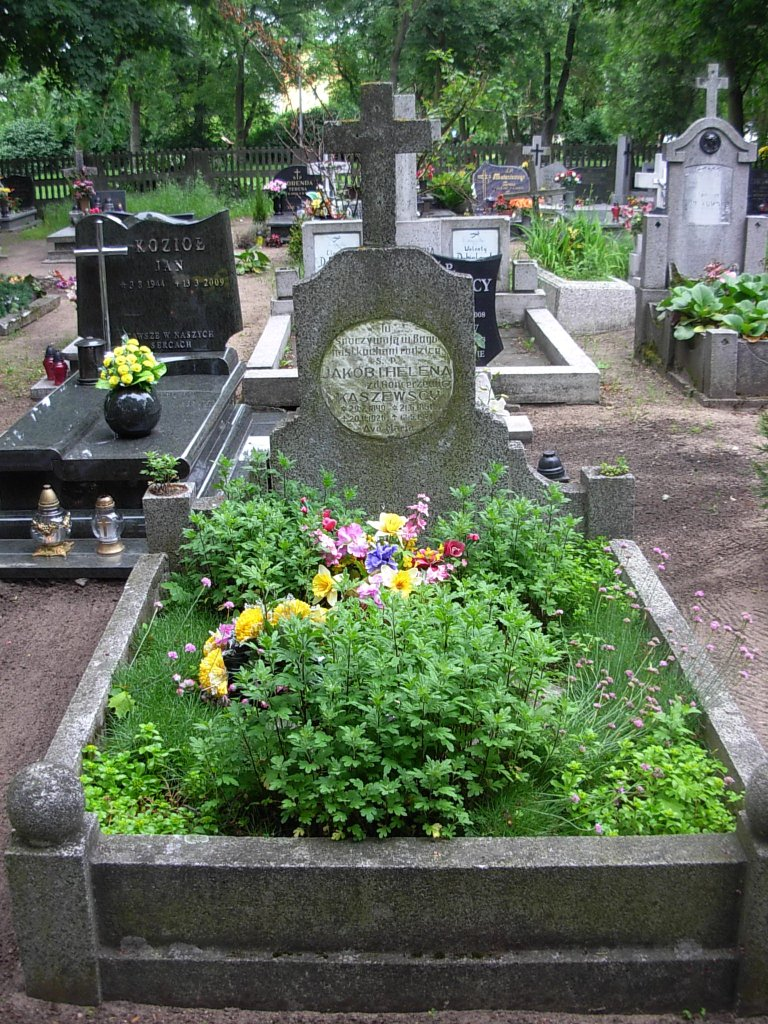
Grób z okresu międzywojennego